# Gran Premi de Gatineau
El Gran Premi de Gatineau (oficialment: Grand Prix cycliste de Gatineau) és una competició ciclista femenina d'un dia que es disputa al Quebec. Creada al 2010, forma part del calendari de l'UCI.

## Palmarès femení
| Any  | Vencedor            | Segon                 | Tercer                  |         |
| ---- | ------------------- | --------------------- | ----------------------- | ------- |
| 2010 | Joëlle Numainville  | Joanne Kiesanowski    | Modesta Vžesniauskaitė  |         |
| 2011 | Giorgia Bronzini    | Joëlle Numainville    | Theresa Cliff-Ryan      |         |
| 2012 | Ina-Yoko Teutenberg | Rochelle Gilmore      | Alona Andruk            |         |
| 2013 | Shelley Olds        | Joëlle Numainville    | Katarzyna Pawłowska     |         |
| 2014 | Denise Ramsden      | Flávia Oliveira       | Jasmin Glaesser         |         |
| 2015 | Kirsten Wild        | Joëlle Numainville    | Christine Majerus       |         |
| 2016 | Kimberley Wells     | Joëlle Numainville    | Leah Kirchmann          |         |
| 2017 | Leah Kirchmann      | Kirsti Lay            | Kendall Ryan            |         |
| 2018 | Lauren Hall         | Alison Jackson        | Sara Bergen             |         |
| 2019 | Leah Kirchmann      | Allison Beveridge     | Kristabel Doebel-Hickok |         |
| 2020 | suspesa             | suspesa               | suspesa                 | suspesa |
| 2021 | suspesa             | suspesa               | suspesa                 | suspesa |
| 2022 | suspesa             | suspesa               | suspesa                 | suspesa |
| 2023 | Megan Jastrab       | Alison Jackson        | Skylar Schneider        |         |
| 2024 | Letizia Paternoster | Marlies Mejías García | Sarah Van Dam           |         |
| 2025 |                     |                       |                         |         |